# Ласкавець Маршалла
Ласкавець Маршалла (Bupleurum marschallianum) — вид рослин родини окружкові (Apiaceae), поширений у пд. Європі й на Кавказі.

## Опис
Однорічник 30–60 см завдовжки. Всі зонтики б. м. добре розвинені, на ніжках, з 2–3 неоднаковими променями, бічні іноді сидячі, але не менші осьових; обгортка (сукупність верхніх листків біля основи суцвіття) з 2–3 листочків. Зонтички 3–8-квіткові. Плоди округлояйцеподібні, з тонкими малопомітними ребрами, до 2 мм завдовжки, з дуже дрібними горбиками. Сиза дуже гілляста рослина з гостроребристими гранями.

## Поширення
Європа: Албанія, Болгарія, Хорватія, Греція, Молдова, Україна, пд.-зх. Росія; Азія: Азербайджан, Вірменія, Грузія.
В Україні зростає на кам'янистих і засолених місцях, на узбережжі — в Запорізькій (Бердянський р-н, с. Осипенко), Донецькій областях (Маріуполь), Криму (Севастополь, Керч). Входить у список регіонально рідкісних рослин Запорізької області.